# 155 (عدد)
155 هو عدد صحيح. طبيعي بين 154 و156

## في الرياضيات

### خصائص
- 155عدد فردي
- 155عدد ناقص
- 155 عدد مضلعي (17 أضلاع-...)